# Doye
Doye é uma comuna francesa na região administrativa de Borgonha-Franco-Condado, no departamento de Jura. Estende-se por uma área de 3,56 km². Em 2010 a comuna tinha 103 habitantes (densidade: 28,9 hab./km²).